# Antônio Dias dos Santos
Antônio Dias dos Santos, conegut com a Toninho, (7 de juny de 1948 - 8 de desembre de 1999) fou un futbolista brasiler.

## Selecció del Brasil
Va formar part de l'equip brasiler a la Copa del Món de 1978.